# Hilda Strike
Hilda Strike (Canadá, 1 de septiembre de 1910-9 de marzo de 1989) fue una atleta canadiense, especialista en la prueba de 4 × 100 m en la que llegó a ser subcampeona olímpica en 1932.

## Carrera deportiva
En los JJ. OO. de Los Ángeles 1932 ganó la medalla de plata en los relevos 4 x 100 metros, con un tiempo de 47.0 segundos, llegando a meta tras Estados Unidos (oro también con 47.0 segundos) y por delante de Reino Unido (bronce con 47.6 segundos), siendo sus compañeras de equipo: Mildred Fizzell, Lillian Palmer y Mary Frizzel. Además ganó la plata en los 100 metros lisos, con un tiempo de 11.9 segundos, llegando a meta tras la polaca Stanisława Walasiewicz.